# Universitetet i Florens
Florens universitet (Università degli Studi di Firenze, UNIFI) är ett av de största och äldsta universiteten i Italien. Det består av tolv fakulteter och har för tillfället ungefär 60 000 registrerade studenter.

## Historia
Florens universitet utvecklades från Studium Generale, vilket upprättades av den florentinska republiken år 1321. Studiumet erkändes av påven Clemens VI år 1349, och var legitimerat att bevilja ordinarie kandidatexamen. Påven fastställde även att den första teologiska fakulteten i Italien skulle vara i Florens. Studiumet blev ett kejserligt universitet år 1364, men flyttades till Pisa 1473 då Lorenzo de' Medici tog kontroll över Florens. Karl VIII flyttade tillbaka universitetet mellan 1497 och 1515, men än en gång flyttades det till Pisa när familjen Medici återtog makten.
År 1859 blev universitetet Istituto di Studi Pratici e di Perfezionamento, ett år senare erkändes det av regeringen i det enade Italien som ett fullfjädrat universitet. År 1923 blev institutet officiellt universitet enligt ett beslut av det italienska parlamentet.

## Organisation
Universitetet är uppdelat i tolv fakulteter:
- Jordbruksfakulteten
- Arkitekturfakulteten
- Ekonomiska fakulteten
- Tekniska fakulteten
- Juridiska fakulteten
- Filosofisk-litteraturvetenskapliga fakulteten
- Matematisk-naturvetenskapliga fakulteten
- Medicinsk-kirurgiska fakulteten
- Pedagogiska fakulteten
- Farmaceutiska fakulteten
- Samhällsvetenskapliga fakulteten
- Psykologiska fakulteten

Universitetet är vidare uppdelat i 70 institutioner. Fakulteternas byggnader är belägna i strategiskt utvalda områden, beroende på ämne: ekonomiska, juridiska och samhällsvetenskapliga fakulteterna finns i Polo delle Scienze Sociali (campus för samhällsvetenskap) i distriktet Novoli. Medicinsk-kirurgiska och farmaceutiska fakulteterna samt några naturvetenskapliga och tekniska institutioner finns i distriktet Careggi där även universitetssjukhuset ligger. Tekniska fakulteten finns i Santa Marta-institutet, medan jordbruksfakulteten finns framför parken Parco delle Cascine. Matematisk-naturvetenskapliga fakulteten är belägen i Sesto Fiorentino-distriktet. Arkitekturfakulteten finns i Santa Verdiana. Psykologiska fakulteten är tillsvidare i Campo di Marte och Filosofisk-litteraturvetenskapliga och pedagogiska fakulteterna finns i centrum av Florens.

## Nämnvärda professorer
- Luigi Biggeri, ordförande för ISTAT, tog examen 1963.
- Mario Draghi, riksbankschef, professor vid den ekonomiska fakulteten mellan 1981 och 1991.